# 양구 심곡사 목조아미타삼존불좌상 및 복장유물
양구 심곡사 목조아미타삼존불좌상 및 복장유물(楊口 深谷寺 木造阿彌陀三尊佛坐像 및 伏藏遺物)은 대한민국 강원특별자치도 양구군 심곡사에 있는 조선시대의 목조 아미타 삼존불 좌상과 그 안에 들어 있던 유물이다. 1999년 2월 20일 강원특별자치도의 유형문화재 제125호로 지정되었다.

## 개요
강원도 양구군 양구읍 심곡사에 있는 나무로 만든 불상과 그 안에서 나온 유물들이다.
이 불상은 조선 후기 불교 조각의 특징을 잘 보여주는 뛰어난 작품으로 같이 나온 유물을 통해 조선 숙종 42년(1716)에 만들어졌음을 알 수 있다. 발견된 글을 통해 불상을 만들게 된 이유와 정확한 연대를 알 수 있어 당시의 불상 연구에 중요한 자료가 되고 있다.
삼존불은 아미타불을 본존으로 대세지보살과 관세음보살을 협시보살로 두었다.

## 참고 자료
- 양구 심곡사 목조아미타삼존불좌상 및 복장유물 - 국가유산청 국가유산포털